# U-15 (1936)
U-15 – niemiecki okręt podwodny typu IIB z okresu międzywojennego i II wojny światowej, o wyporności podwodnej 328 ton. Po wybuchu wojny okręt odbył sześć patroli, podczas których zatopił trzy jednostki o łącznej pojemności 4532 BRT. Podczas ostatniego z nich, 31 stycznia 1940 roku został staranowany i zatopiony na północ od Helgolandu przez niemiecki torpedowiec.

## Geneza
Okręt został zaprojektowany w tajnym biurze projektowym Ingenieurskantoor voor Scheepsbouw (IvS) w Holandii, gdzie nosił oznaczenie projektowe MVBIIB w wersji 1110C. Wśród przewidywanych zadań okrętów tego typu było przede wszystkim zabezpieczenie Bałtyku oraz żywotnych dla Niemiec linii żeglugowych między Niemcami i Szwecją, którymi transportowana była do Rzeszy ruda żelaza.
Kontrakt na budowę okrętu ze stocznią Deutsche Werke został zawarty 2 lutego 1935 roku. Stępka pod jednostkę została położona 24 września 1935 roku, po czym 15 lutego 1936 roku okręt został zwodowany w Kilonii. 7 marca 1936 roku U-15 został przyjęty do służby w Kriegsmarine pod dowództwem kapitänleutnanta Wernera von Schmidta, rozpoczynając swoje działania w składzie 1. Flotylli U-Bootów „Weddingen”.

## Konstrukcja jednostki
U-15 był przybrzeżnym jednokadłubowym okrętem podwodnym typu IIB w wersji 1110C, wypierającym 279 ton na powierzchni, w zanurzeniu zaś 329 ton. Od oryginalnej konstrukcji 1110B jednostek typu IIB różnił się przedłużonym kioskiem z umieszczonymi na jego szczycie urządzeniami umożliwiającymi bezpośrednie sterowanie okrętem.
U-15 był jednostką o długości 42,7 metra, szerokości 4,08 metra i zanurzeniu 3,9 metra. Napęd zapewniały dwa 6-cylindrowe czterosuwowe silniki Diesla Motorenwerke Mannheim MWM RS127S o łącznej mocy 700 KM przy 1000 obrotów na minutę oraz dwa silniki elektryczne SSW PG W322/26 o mocy 300 kW. Układ napędowy zapewniał mu możliwość osiągnięcia prędkości 13 węzłów na powierzchni oraz 7 węzłów w zanurzeniu. Okręt miał stosunkowo niewielki zasięg 3100 mil morskich przy prędkości 8 węzłów na powierzchni oraz 35–45 mil w zanurzeniu, przy prędkości podwodnej 4 węzłów. Znaczącą zaletą okrętu był bardzo krótki czas zanurzania awaryjnego, nieprzekraczający 25 sekund. Architektura i konstrukcja tych okrętów zapewniała im głębokość zanurzenia testowego wynoszącą 100 metrów. Stery głębokości umieszczone były na śródokręciu, zaś stery kierunku za dwoma śrubami.
Okręt wyposażony był w trzy wyrzutnie torpedowe kalibru 533 mm na dziobie, z dwiema torpedami G7a lub G7e w zapasie. U-15 nie miał na wyposażeniu klasycznego działa okrętowego – jego uzbrojenie uzupełniało jedynie jedno działko przeciwlotnicze kalibru 20 mm. Zamiennie z torpedami okręt mógł przenosić do 18 wystrzeliwanych z wyrzutni torpedowych min.

## Służba okrętu
Po wejściu do służby 7 marca 1936 roku, U-15 został przyjęty w skład 1. Flotylli U-Bootów „Weddingen”, w której pozostał przez cały okres swojej służby. Krótko przed wybuchem wojny – 25 sierpnia 1939 roku – wyszedł z Kilonii na swój pierwszy patrol u wschodnich wybrzeży Wielkiej Brytanii. Powrócił jednak do Wilhelmshaven już 30 sierpnia, aby dzień później wyjść na kolejny rejs, celem przeprowadzenia operacji minowych. 6 września 1939 roku postawił miny w pobliżu Flamborough Head, na których 10 września zatonął brytyjski statek „Goodwood” (2796 BRT), zaś 11 dni później „Orsa” (1478 BRT). 8 września U-15 powrócił ze swojego pierwszego wojennego patrolu.
20 września wyszedł na kolejny patrol, celem podjęcia ataków w Kanale La Manche na transporty wojska z wysp brytyjskich do Francji, z którego bez sukcesów powrócił do Wilhelmshaven 8 października. Na swój kolejny patrol wyszedł natomiast 11 listopada z Kilonii, i po przejściu przez Morze Północne 17 października postawił miny niedaleko od Lowestoft. Na jednej z nich 28 grudnia 1939 roku zatonął trawler rybacki „Resercho” (358 BRT). Po powrocie do Wilhelmshaven 20 listopada, nie był aktywny aż do 9 stycznia 1940 roku, kiedy wyszedł na patrol w pobliże Downs, z którego bez sukcesu powrócił 20 stycznia.
Na swój szósty patrol U-15 wyszedł z Wilhelmshaven 29 stycznia 1940 roku. Nocą z 30 na 31 stycznia płynący z dużą prędkością przy złej widoczności niemiecki torpedowiec „Iltis” staranował U-15, uderzając w jego kadłub za kioskiem, co doprowadziło do zatonięcia U-Boota wraz z całą załogą. Do chwili kolizji, U-15 przeprowadził sześć patroli bojowych, na postawionych przez niego minach zatonęły trzy jednostki o łącznej pojemności 4532 BRT.